# Els Tres Amigos
Els Tres Amigos (títol original: Three Amigos) és una pel·lícula estatunidenca dirigida per John Landis, el 1986. Ha estat doblada al català.

## Argument
A Mèxic el 1916, Carmen, acompanyada de Rodrigo, vinguts d'un petit poble de nom Santo Poco, demanen ajuda en un bar, amb la finalitat de caçar El Guapo, que els tiranitza. Però l'únic voluntari que es presenta només s'interessa pels bonics ulls de Carmen. Fugint del bar, Carmen i Rodrigo es troben en una església, on sobre una pissarra, percep tres justiciers en acció: Lucky, Ned i Dusty, també coneguts sota el nom de Tres Amigos, que poden ajudar-los a caçar els bandits. Carmen decideix enviar-los un telegrama, convidant-los a venir al seu poble, per acabar amb El Guapo. El que Carmen ignora, és que Lucky, Ned i Dusty de fet no són més que actors del cinematògraf, especialitzats en papers de cow-boys justiciers.

## Repartiment
- Steve Martin: Lucky Day
- Chevy Chase: Dusty Bottoms
- Martin Short: Ned Nederlander
- Alfonso Arau: El Guapo
- Patrice Martinez: Carmen
- Tony Plana: Jefe
- Kai Wulff: L'alemany
- Abel Franco: Papa Sanchez
- Joe Mantegna: Harry Flugleman
- Jon Lovitz: Morty
- Phil Hartman: Sam
- Fred Asparagus: El barman

## Al voltant de la pel·lícula
- Rick Moranis va ser cridat per formar part del repartiment.
- Al principi, els tres amigos havien de ser interpretats per Steve Martin, Dan Aykroyd i John Belushi, després d'una entrevista de Steve Martin.
- Les cançons The ballad of the three threeamigos, My little buttercup i Blue Shadows, de Randy Newman, són cantades per Chevy Chase, Steve Martin i Martin Short.
- Alfonso Arau va actuar a Grup salvatge l'any 1969.
- És el mateix poble que es va fer servir de decoració per la pel·lícula Els set magnífics.